# 메트로폴리타노역
메트로폴리타노역(스페인어: Vicente Aleixandre)은 마드리드 지하철 6호선의 역이다. 마드리드 몽클로아아라바카 구의 그레고리오 델 아모 대로 지하에 위치해 있으나, 참베리 구 쪽으로도 출구가 나 있다. 요금구역상으로는 A구역에 속한다.
메트로폴리타노 역은 역 바깥으로 나가야만 행선지를 바꿀 수 있는 역이다. 이 같은 구조는 마드리드 지하철을 통틀어봐도 콜로니아 하르딘 역과 함께 유이하다. 또 역내에 엘레베이터가 없고, 장애인 접근시설도 설치되어 있지 않다.

## 역사
1987년 1월 13일 6호선이 시우다드 우니베르시타리아 역까지 연장되면서 문을 열었다. 역명은 1920년대 메트로폴리타노 회사 (지금의 마드리드 지하철 공사)에서 개발한 콜로니아 델 메트로폴리타노 지역에서 이름을 따왔다.
메트로폴리타노 역은 마드리드 시립 대학교 부근에 위치해 있으며, EOI 비즈니스 학교, 스페인 외교학교, 비르헨 데 라 팔로마 병원, 산타 엘레나 병원 등의 교육기관과 의료기관이 밀집해 있다. 또 마드리드 공대, 마드리드 콤플루텐세 대학교, 스페인 국가 연구 위원회 등의 부속건물도 자리해 있다.
2014년 6월 28일부터 8월 28일까지 6호선의 메트로폴리타노-몽클로아 구간이 공사를 진행하는 관계로 운행을 일시 중단하였다. 승강장 리모델링 공사는 물론 시우다드 우니베르시타리아 역의 지하 차량기지로 향하는 지선의 내부시설 교체공사도 진행되었다.
한편 마드리드 지하철 7호선의 에스타디오 메트로폴리타노 역과 자주 혼동하는 승객이 많은 탓에 역명을 교체하는 계획이 진행중에 있다. 아직 확정된 역명은 없지만 참베리 협회에서는 '비센테 알레익산드레-벨린토니아 역' (Vicente Aleixandre-Velintonia)라는 역명을 제안하였다. 비센테 알레익산드레는 1977년 노벨문학상을 받은 스페인의 문인으로, 그의 생가가 역 출입구 부근에 위치해 있다는 이유에서였다.

## 환승 정보
역 주변에 시내버스 정류장이 네 곳 있다.
버스
- 시내버스
  - F, 132, C1, C2번 노선 (주간)

지하철
| 마드리드 지하철         | 마드리드 지하철       | 마드리드 지하철                  |
| ----------------------- | --------------------- | -------------------------------- |
| 구스만 엘 부에노 순환선 | 마드리드 지하철 6호선 | 시우다드 우니베르시타리아 순환선 |